# Grumman AF Guardian
Грумман AF «Гардиан» (англ. Grumman AF Guardian) — американская палубная противолодочная система, состоявшая из двух однотипных самолётов: AF-2W, который был оснащён радаром APS-20 для обнаружения подводных лодок, и носителя противолодочного оружия AF-2S.

## Боевое применение

### Корейская война
The Guardian участвовал в роли морского патруля во время Корейской войны , однако он оказался непопулярным среди пилотов из-за недостаточной мощности и тяжелого управления; самолет пострадал от очень высокого уровня аварийности. 
Всего в ходе войны было потеряно 3(1 из них с неизвестным результатом[неизвестный термин]) самолета.

## Тактико-технические характеристики
Приведенные характеристики соответствуют модификации AF-2S.
Источник данных: DEPARTMENT OF THE NAVY -- NAVAL HISTORICAL CENTER 

Технические характеристики
- Экипаж: 3 (пилот, штурман-бомбардир, оператор РЛС)
- Длина: 13,23 м
- Размах крыла: 18,29 м
  - сложенного: 7,44 м
- Высота: 5,05 м
- Площадь крыла: 50,98 м²
- Коэффициент удлинения крыла: 6,6
- Средняя аэродинамическая хорда: 2,92 м
- Профиль крыла: NACA 23018-23012
- Колея шасси: 4,39 м
- Масса пустого: 6 649 кг
- Масса снаряжённого: 7 535 кг
- Нормальная взлётная масса: 9 207 кг (c 1 × торпедой Mk.34)
- Максимальная взлётная масса: 10 439 кг
- Объём топливных баков: 1 590 л (+ 2 × 567,8 л ПТБ)
- Масса топлива во внутренних баках: 1 143 кг
- Силовая установка: 1 × радиальный Pratt & Whitney R-2800-48
- Мощность двигателей: 1 × 2 300 л.с. (1 × 1 692 кВт (взлётная))
- Воздушный винт: четырёхлопастной Hamilton Standart 6557A-6
- Диаметр винта: 4,01 м

Лётные характеристики
- Максимальная скорость: 443 км/ч
- Крейсерская скорость: 267 км/ч (c 1 × торпедой Mk.34)
- Скорость сваливания: 130-150 км/ч (в зависимости от массы)
- Боевой радиус: 593 км (c 1 × торпедой Mk.34)
- Практическая дальность: 1 472 км (c 1 × торпедой Mk.34)
- Практический потолок: 6 980 м
- Скороподъёмность: 11,68 м/с
- Нагрузка на крыло: 180,6 кг/м² (c 1 × торпедой Mk.34)
- Тяговооружённость: 183,8 Вт/кг (c 1 × торпедой Mk.34)
  - при максимальной взлётной массе: 162,1 Вт/кг
- Длина разбега: 282-366 м (в зависимости от взлётной массы)

Вооружение
- Боевая нагрузка: 1 678 кг
- Неуправляемые ракеты: 6 × 127 мм HVAR
- Бомбы:  
  - глубинные: 4 × Mk.54